# Интерконнектор
Интерконне́ктор (также известный как DC Tie в США) — конструкция, которая позволяет осуществлять обмен электроэнергией между электрическими сетями. Интерконнектор позволяет электрическому току течь между отдельными сетями переменного тока или связывать синхронные сети. Они могут быть образованы подводными силовыми кабелями, подземными силовыми кабелями или воздушными линиями электропередачи. Самым протяжённым интерконнектором по состоянию на 2016 год стала подводная линия NorNed между Норвегией и Нидерландами, протяжённость которой составила почти 600 км и которая передаёт 700 МВт мощности высоковольтного постоянного тока.

## Экономика
Межсетевые соединения позволяют торговать электроэнергией между территориями. Например, Interconnector Восток — Запад позволяет торговать электроэнергией между Великобританией и Ирландией. Таким образом, территория, которая производит больше энергии, чем требуется для её собственной деятельности, может продавать излишки энергии на соседнюю территорию.
Интерконнекторы также обеспечивают повышенную устойчивость. В Европейском союзе наблюдается движение к единому рынку энергии, что делает межсетевые соединения жизнеспособными. Таким образом, энергообмен Северных и Балтийских стран Nord Pool Spot опирается на несколько интерконнекторов. Наиболее полной реализацией этого является предлагаемая европейская суперсеть, которая будет включать в себя многочисленные межсоединения между национальными сетями.
Интерконнекторы используются для повышения надёжности энергоснабжения и управления пиковым спросом. Они обеспечивают трансграничный доступ производителям и потребителям электроэнергии, тем самым усиливая конкуренцию на энергетических рынках. Они также помогают интегрировать больше электроэнергии, вырабатываемой из возобновляемых источников, — тем самым, сокращая использование электростанций, работающих на ископаемом топливе, и сокращая выбросы CO2. Интерконнекторы помогают адаптироваться к изменяющимся моделям спроса, таким как распространение электромобилей.

## Инфраструктура
Интерконнекторы могут пересекать сухопутную границу или соединять два земельных участка, разделённых водой.